# Сван, Джереми
Харольд Джеймс Чарльз (Джереми) Сван (англ. H.J.C. "Jeremy" Swan; 1 июня 1922, Слайго, Ирландская Республика — 7 февраля 2005) — американский кардиолог ирландского происхождения, который совместно с Уильямом Ганцем изобрел катетер легочной артерии.
В 1939 году Сван окончил колледж (католическую школу) Сент-Винсентс в Каслноке. С 1939 по 1945 годы учился в Лондонском университете. Затем Сван работал и преподавал в лондонской клинике Сент-Томас. С 1948 по 1951 год он проводит научные исследования на кафедре физиологии Лондонского университета. В 1951 году под руководством Генри Баркрофта (Henry Barcroft) Сван защитил докторскую диссертацию.
В 1951 году Сван отправился на двухлетнюю стажировку в клинику Мейо в Рочестере (штат Миннесота, США), однако остался там работать врачом-кардиологом.
В 1965 году Сван по приглашению переезжает в Cedars-Sinai Medical Center (Лос-Анджелес, Калифорния, США), где становится главой отделения кардиологии. В том же году Сван получает звание профессора в Калифорнийском университете.
В 1970 году Джереми Сван совместно с Уильямом Ганцем изобрел катетер легочной артерии и опубликовал соответствующую статью. Ещё с 1950-х годов Сван был знакомы с работой своего студента по клинике Сент-Томас Рональда Бредли (Ronald Bradley) о технике «заплывающего гибкого катетера», который при введении в яремную вену самостоятельно пассивно «доплывал» до правого желудочка и легочной артерии. Сван, увлекавшийся катетеризацией сердца, пытался внедрить этот метод в клинику, однако он оказался неэффективным и вызывал много побочных эффектов. В 1967 году Сван отдыхал с семьей на пляже и увидел яхту под парусом-спинакером. Ему пришло в голову использовать тот же принцип для катетера, заводимого с током крови в легочную артерию. Эта идея была реализована в форме раздувающегося баллончика и показала высокую эффективность и простоту манипуляции.

## Статьи
- Swan, H.J.; Ganz, W.; Forrester, J.; Marcus, H; Diamond, G; Chonette, D.: Catheterization of the heart in man with use of a flow-directed balloon-tipped catheter. New England Journal of Medicine 1970;283:447-51. PMID 5434111.
- Ganz, W.; Geft, I.; Maddahi J.; Berman, D.; Charuzi, Y.; Shah, P. K.; Swan, H.J.: Nonsurgical reperfusion in evolving myocardial infarction. Journal of the American College of Cardiology 1983; 1(5):1247-53. PMID 6833664.